# Francisco Pérez Guarner
Francisco Pérez Guarner (Manuel, 2 de abril de 1787 - Madrid, 11 de octubre de 1822) fue un compositor y maestro de capilla español, hermano mayor de Calixto Pérez Guarner, también músico.

## Vida
En Játiva y bajo la dirección del maestro de capilla de su Colegiata, Morata García, realizó sus estudios musicales, y a los dieciocho años dominaba el órgano y Composición. El 30 de abril de 1803 solicitaba la primera tonsura al arzobispo de Valencia, Joaquín Company. Tras la ceremonia, permaneció en Játiva como acólito.
En 1805 se presentó a oposiciones para el magisterio de capilla de la Colegiata de San Nicolás de Alicante. No logró el primer puesto de la terna, pero a pesar de ello, por la popularidad de la que gozaba, fue elegido por el cabildo el 30 de enero de 1806. Su contrincante, Joseph Alexandre, que había conseguido el primer puesto, protestó ante el Ayuntamiento de Alicante, apelando al Consejo de Castilla. Previo dictamen, el Consejo anuló el nombramiento de Pérez Guarner y dispuso que se diera posesión de la plaza a Alexandre el 18 de marzo de 1807.
Inicialmente Pérez Guarner no reaccionó, pero más adelante, usando los acontecimientos políticos a su favor, consiguió del Gobierno de la regencia que se le restituyera el 21 de septiembre de 1811 en el cargo del que se le había despojado.
A partir de entonces se dedicó a regir su ministerio, hasta que falleció en la capital de España, sustituyéndole de forma interina a su hermano Calixto, y ya de forma oficial en 1824 ocupó el cargo José Vasco.
Francisco fue el primero que tuvo una Academia de música gratuita para los pobres de la ciudad.

## Obra
En el archivo de la iglesia de San Nicolás de Alicante, se conservan las siguientes obras: Miserere (1806), Te Deum (1812), tres Misas, dos Lamentaciones, dos salmos, Dixit Dominus y Beatus vir, y una misa de Réquiem.